# Férfi 4 × 7,5 km-es biatlonváltó az 1984. évi téli olimpiai játékokon
Az 1984. évi téli olimpiai játékokon a biatlon férfi 4 × 7,5 km-es váltó versenyszámát február 17-én rendezték az Igman-hegyvidéken. Az aranyérmet a szovjet váltó nyerte. A Spisák János, Mayer Gábor, Palácsik László, Kovács Zsolt összeállítású magyar csapat a 14. helyen végzett.

## Végeredmény
A csapatok tagjainak mindkét sorozatban 8 lövési kísérlete volt az 5 célpontra. Minden hibás találat után 150 méter büntetőkört kellett megtennie a hibázó versenyzőnek. Az időeredmények másodpercben értendők. A lövőhibáknál sorozatonként az első szám a hibás találatot, a második szám az 5 darab kísérleten felüli plusz kísérletek számát mutatják.
| Helyezés | Csapat                                                                                      | Idő                                            | Lövőhiba                             |
| -------- | ------------------------------------------------------------------------------------------- | ---------------------------------------------- | ------------------------------------ |
| Arany    | Szovjetunió (URS) · Dmitrij Vasziljev · Jurij Kaskarov · Algimantas Šalna · Szergej Buligin | 1:38:51,70 24:52,40 24:34,80 25:17,80 24:06,70 | 2+9 0+1 0+1 0+3 0+0 0+1 2+3 0+0 0+0  |
| Ezüst    | Norvégia (NOR) · Odd Lirhus · Eirik Kvalfoss · Rolf Storsveen · Kjell Søbak                 | 1:39:03,90 26:56,20 23:27,60 24:46,50 23:53,60 | 2+10 0+1 2+3 0+0 0+2 0+1 0+1 0+0 0+2 |
| Bronz    | NSZK (FRG) · Ernst Reiter · Walter Pichler · Peter Angerer · Fritz Fischer                  | 1:39:05,10 26:01,90 25:13,50 23:39,30 24:10,40 | 1+9 0+0 0+0 0+2 1+3 0+0 0+0 0+2 0+2  |
| 4.       | NDK (GDR) · Holger Wick · Frank-Peter Roetsch · Matthias Jacob · Frank Ullrich              | 1:40:04,70 26:01,20 23:52,60 24:32,80 25:38,10 | 1+9 0+0 1+3 0+0 0+0 0+0 0+3 0+1 0+2  |
| 5.       | Olaszország (ITA) · Adriano Darioli · Gottlieb Taschler · Johann Passler · Andreas Zingerle | 1:42:32,80 26:14,30 25:43,50 25:50,40 24:44,60 | 0+9 0+0 0+3 0+0 0+1 0+1 0+3 0+0 0+1  |
| 6.       | Csehszlovákia (TCH) · Jaromír Šimůnek · Zdeněk Hák · Peter Zelinka · Jan Matouš             | 1:42:40,50 25:59,50 25:06,40 26:16,20 25:18,40 | 4+11 0+2 0+0 0+2 0+1 0+0 1+3 0+0 3+3 |
| 7.       | Finnország (FIN) · Keijo Tiitola · Toivo Mäkikyrö · Arto Jääskeläinen · Tapio Piipponen     | 1:43:16,00 25:58,90 26:08,40 26:29,90 24:38,80 | 2+10 0+2 0+0 0+1 1+3 0+0 0+0         |
| 8.       | Ausztria (AUT) · Rudolf Horn · Walter Hörl · Franz Schuler · Alfred Eder                    | 1:43:28,10 26:17,20 25:48,60 26:18,70 25:03,60 | 1+11 0+1 0+1 1+3 0+0 0+1 0+3 0+0 0+2 |
| 9.       | Franciaország (FRA) · Francis Mougel · Éric Claudon · Yvon Mougel · Christian Poirot        | 1:43:57,60 27:23,60 25:36,10 26:22,90 24:35,00 | 3+10 2+3 0+2 0+0 0+0 1+3 0+2 0+0 0+0 |
| 10.      | Svédország (SWE) · Sven Fahlén · Tommy Höglund · Roger Westling · Ronnie Adolfsson          | 1:44:28,20 27:02,00 25:23,40 26:04,90 25:57,90 | 2+14 0+3 1+3 0+0 0+1 0+2 0+0 0+2 1+3 |
| 11.      | Egyesült Államok (USA) · Bill Carow · Donald Nielsen · Lyle Nelson · Josh Thompson          | 1:44:31,90 27:23,90 26:42,70 24:58,20 25:27,10 | 0+12 0+1 0+3 0+3 0+3 0+0 0+1 0+1 0+0 |
| 12.      | Nagy-Britannia (GBR) · Jim Wood · Patrick Howdle · Anthony McLeod · Charles MacIvor         | 1:46:17,20 27:11,60 26:20,10 26:11,10 26:34,40 | 0+13 0+1 0+0 0+1 0+2 0+1 0+3 0+3 0+2 |
| 13.      | Románia (ROU) · Vladimir Todaşcă · Mihai Rădulescu · Lestyán Imre · Gheorghe Berdar         | 1:47:44,80 26:35,80 26:33,50 26:42,10 27:53,40 | 2+6 0+0 0+0 0+0 0+1 2+3 0+1          |
| 14.      | Magyarország (HUN) · Spisák János · Mayer Gábor · Palácsik László · Kovács Zsolt            | 1:48:40,00 26:57,50 26:34,40 29:03,70 26:04,40 | 4+13 0+1 0+1 0+1 1+3 1+3 2+3 0+0 0+1 |
| 15.      | Japán (JPN) · Jamasze Iszao · Kinosita Sóicsi · Murasze Josinobu · Degucsi Hirojuki         | 1:51:43,10 29:08,60 27:35,10 27:31,50 27:27,90 | 1+16 0+2 1+3 0+2 0+2 0+2 0+3 0+0 0+2 |
| 16.      | Kína (CHN) · Sun Xiaoping · Long Yunzhou · Liu Hongwang · Song Yongjun                      | 1:53:04,10 28:54,40 28:09,10 28:27,00 27:33,60 | 0+11 0+1 0+2 0+0 0+2 0+3 0+1 0+1 0+1 |
| 17.      | Jugoszlávia (YUG) · Andrej Lanišek · Jure Velepec · Zoran Ćosić · Franjo Jakovac            | 1:54:13,80 28:28,70 28:32,20 28:30,50 28:42,40 | 3+15 0+2 0+2 0+1 1+3 0+0 1+3         |